# Микелоцо
Микелоцо ди Бартоломео Микелоци (итал. Michelozzo di Bartolommeo; Фиренца, 1396 — Фиренца, 1472) био је италијански архитекта и вајар ране ренесансе.

## Биографија и дело
Био је син кројача, емигранта из Бургундије. Сарађивао је са Гибертијем и Донателом. Након неког времена определио се за архитектуру. Као архитекта био је под утицајем Филипо Брунелескија. Познат је по палатама и вилама у Фиренци и њеној околини. Његов обожавалац Козимо Медичи му је поверио 1444. године изградњу палату Медичи-Рикарди у Фиренци.
Микелоцово најзначајније дело је палата Медичи-Рикарди и он је овај пројекат градио више од 20 година и око 1460. године је био при крају градње. У ствари, Медичијеви нису одобрили Брунелескијев пројекат за своју палату јер је он вероватно био исувише раскошан, подсећао је на раскошне виле из римског царства и поверили су изградњу мање познатом архитекти Микелоцију. Он је овај објекат решио под утицајем Брунелескија и вила има рустикалну обраду приземља (прозоре на њој је касније додао Микеланђело), спрат је обрађен лакшом обрадом камена од тесаника а трећи ниво је нерашчлањен. На врху се налази венац као неки поклопац који се инспирисао римским храмовима и њиме се завршава и истичу се сва три нивоа. Сва три нивоа представљају градацију и сваки за себе чини посебну целину. Изградња је започета пре смрти Филипа Брунулескија и резултат још увек подсећа на фирентинске палате Брунулескија.
Године 1458 — 1461. радио је Вилу Медичи у Фисоле поред Фиренце. 1462. године је радио у Милану а недуго затим је радио и у Дубровнику на Кнежевом двору и кули Минчета (којој је баш овај фирентински мајстор у служби Републике дао основ, и на чијој израдњи је учествовао цео град коме је претила опасност од Турака), заједно са архитектом Јурајем Далматинцем.
Умро је према Ђорђо Вазарију 1472. године у Фиренци, а сахрањен је у манастиру Св. Марка.

## Избор из дела
- Доградња Сантисама анунциата, Фиренца 1444.
- Палата Медичи- Рикарди, Фиренца 1444—1464.
- Манастир сан Марко Фиренца 1440.
- Дом Санта Марија дел Фиоре, Фиренца 1296 — 1472.
- Вила Медичи, Каређи - сев. предграђе Фиренце
- Вила Медичи, Кафађиоло
- Палата Комунале, Монтепулчиано 1440.